# 何新
何新（1949年12月—），男，浙江温州人，中国学者，现任全国政协专职委员，东方美术交流协会理事。主張西方伪史论。

## 生平
1949年12月出生于浙江温州苍南，5岁后定居北京。1966年文化大革命开始，投身于上山下乡，在黑龍江省友誼縣当过农民和铸造工人，期间曾因多次写信反对江青而被劃為反革命而入獄。1975年任县裡的中學教师。1977年考入黑龍江省大慶師範學校（大专部），读了三个月后退学回到北京老家。1979年破格被招聘在中央财政金融学院任古汉语及古代经济史代课教员。
1980年调入中国社会科学院科研组织局任学术秘书。1981年转调入中国社会科学院近代史所，担任历史学家黎澍的学术助手。1983年调入中国社科院研究生院學報編輯部担任编辑。1985年调入中国社科院文学所任助理研究员，1987年任副研究员，1990年任研究员。何新的职称评定都属于破格，期间被新华社、人民日报、光明日报做过新闻报道。
1991年经过邓小平、李先念、王任重等领导人安排，将何新工作转调进全国政协。
2003年，因公开批评政府总理朱镕基的家族贪腐和其他政策问题而被全国政协主席李瑞环免职于政协内待岗。
2008年后，再度出任第十一屆全國政協委員。2013年连任第十二屆全國政協委員，仍然为专职委员。

## 争议

### 矢吹晋谈话录事件
1990年12月11日，《人民日报》以一版转二、三版的编排方式，发表了当时还在中国社会科学院工作的何新的《世界经济形势与中国经济问题——何新与日本经济学教授S的谈话录》。文中所称的S教授，是日本经济学家、横滨市立大学教授矢吹晋，他长期研究国际经济和中国问题，学术地位很高，同时也是日本亲华派学者，曾在钓鱼岛、日本侵华等多个事件上帮助中国说话。此文于《人民日报》全文发布同时《北京周报》以数十种外国文字发表，影响极大，震动海内外，有效拨转了1989年及苏东波发生后中共在内外舆论界的被动形势。
但该“谈话录”内容实际上更多的是何新在表达自己的观点，文中矢吹晋本人发表的观点甚少，且谈话内容未经对方同意而擅自发表，并被何新进行了更改和扩充。矢吹晋因此认为该谈话录是“捏造对谈”，对其声誉有不利影响，而向北京周报、人民日报和何新表示了抗议，认为该文是与自己的发言“毫无关系的创作”。

### “伪史派倾轧”事件
2019年3月25日，何新于新浪微博上不点名批判“西方文明中国起源论”，认为这是某些人对他的“西方伪史论”进行捣乱和破坏。其所提及的理论提出者诸玄识与杜钢建在此前被认为与何新同属于“伪史派”战线，这一言论引发网民对于伪史派内部为争夺话语权而存在倾轧的猜测。

## 评价

### 正面评价
何新对中国古典学术（如训诂学等）颇有研究，援西学而入，研究成果深刻而大胆。著有《何新国学经典新解》（15卷），对中国的古经、神话等作出独到的分析和阐释。钱钟书曾评价他早年著作《诸神的起源》“尊稿中用训诂阐发，乃兄历来论文得心应手之技，时发新谛，益智开窍，不必吹求。”（《何新批判》341页）
何新早年致力于哲学和逻辑学研究，1979年应邀列席中国第一届逻辑学国家讨论会。1981年在《学术月刊》、《学术研究》、《自然辩证法通讯》等刊物发表《论历史概念集合》的系列论文，阐述历史概念集合属于逻辑中的特殊概念系统，具有特殊逻辑性质及规律。系列论文引起科学家钱学森的重视，命名历史概念集合为“何新树”。（《钱学森文集》、《钱学森通信集》）
何新政治思想于早期曾具有比较鲜明的自由主义倾向，1980年代初期何新是文革后兴起的思想解放运动的宣传者之一，于1980年代被认为是当时思想界最有影响的人之一。何新也是最早向学术界鼓吹顾准和陈寅恪的人。何新曾在1981年的天津讨论会上公然声称反对斯大林主义的五个社会阶段历史规律，因此开罪保守派，因之被历史学家黎澍解除所任的助手职务。但是80年代后期何新鼓吹新保守主义，被视为旗手（美国基督教科学箴言报，史砚华的采访）。2010年后又主张推行“新社会主义”。并通过微博等阵地发动宣传，试图将中国的经济形态重新转回毛时代，受到部分群众的支持。但也引起了希望大力推进改革的改革派的警惕。
何新在1989年4月给邓小平及政治局的信件中反对镇压政治异端分子，而建议将极端分子放逐国外的对策。（见《何新政治经济论集》，1992年出版，1989年4月27日致邓小平的信）。1990年建议制定《国家安全法》，放弃意识形态的定罪标准，而纳入维护国家宪政、安全及法制的轨道。1992年在致邓小平和李鹏的信中提出在外交上放弃以意识形态认同选择盟友的政策，而主张以国家现实利益为准则。据此并建议放弃对红色高棉的支持。这些建议表明何新和老左派那种意识形态份子有很大区别，而是具有机会主义倾向的实用主义者。
2000年何新出版《新国家主义经济学》、《何新经济论文集》及《汇率风暴》等著作，何新是最早阐述中国经济中存在产能过剩问题的经济学家，并据此于90年代初向李鹏政府建议推动中国经济外向化、以鼓励出口作为增长动力。何新的地租理论、汇率理论、金融危机理论都有创见，并曾经深刻影响中国政府决策。
2009年之后，何新致力于研究西方的神秘组织共济会。在其2011年出版的《奋斗与思考》“序：往事沧桑”中说到，“在过去的这一年中，我完成了三部新书：编译了一本《统治世界》，揭露了共济会这个隐秘的国际金融组织世家的存在。”但其思想根源显然与西方长久以来关于共济会的阴谋论相关，可见其兴趣已经远离了严谨的学术领域。

### 负面评价
何新于2013年出版其于新浪博客上连载的文章合集《希腊伪史考》后引发负面评价，北大英文系教员高峰枫在《“学术义和团”的胜利》一文中对这一书籍进行批判，认为本书“把西方古典传统批倒批臭，再踏上一万只脚，这就是《希腊伪史考》的主题；不拿证据，不讲道理，这就是这本书的方法。”，中文书评网站豆瓣至2021年6月对此书的评分也维持着3分以下的低分。何新本人在事后辩称自己是为了激怒崇拜西方文明者，但被质疑只是为了推脱责任。

### 其他评价
何新的思想不属于传统左派，他近期撰文反对左派重提阶级斗争和无产阶级专政（何新网易博客）。何新认为自己始终是国家主义者。何新最早提出追求“中华民族及文化的伟大复兴”（《东方的复兴》，1988.《中华复兴与世界未来》1996）。他在2000年后出版的书籍（《新国家主义经济学》、《论政治国家主义》等），提出“国家主义”的口号。这些主张明显影响了新一代领导人的施政纲领。

## 家族
祖父何成功，黄埔军校第5期学员，抗战期间曾任国军上校。
父亲何炳然，曾在光明日报、中华书局任记者、编辑，中共党员，退休前任中国社科院新闻所研究员。
弟弟何东，娱乐记者，电视主持人。
妻子胡玫。

## 主要著作
- 《培根论人生》（第一版） 上海人民出版社 1983
- 《诸神的起源》（第一版） 三联书店 1985
- 《人生论》 湖南人民出版社 1986
- 《艺术现象的符号文化学阐释》 人民文学出版社 1987
- 《中国远古神话与历史新探》 黑龙江教育出版社 1988
- 《何新集》 黑龙江教育出版社 1988
- 《人性的探索》 黑龙江教育出版社 1988
- 《中外文化知识辞典》 黑龙江教育出版社 1988
- 《中国文化史新论》 黑龙江教育出版社 1988
- 《龙·神话与真相》 上海人民出版社 1989
- 《世纪之交的中国与世界——何新与西方记者谈话录》 四川人民出版社 1991
- 《爱情与英雄》 四川人民出版社 1992
- 《东方的复兴》（第一卷） 黑龙江人民出版社黑龙江教育出版社联合出版 1991
- 《东方的复兴》（第二卷） 黑龙江教育出版社 1992
- 《何新政治经济论文集》（内部发行） 四川人民出版社 1993
- 《论何新》（内部发行） 四川人民出版社 1993
- 《何新政治经济论集》 黑龙江教育出版社 1995
- 《中华复兴与世界未来》（上下卷） 四川人民出版社 1996
- 《培根人生随笔》 人民日报出版社 1996
- 《为中国声辩》 山东友谊出版社 1997
- 《危机与反思》（上下卷） 国际文化出版公司 1997
- 《诸神的起源》（新版） 光明日报出版社 1997
- 《孤独与挑战》 山东友谊出版社 1998
- 《大易新解》   四川人民出版社   2000
- 《思考—我的哲学与宗教观》（第一卷） 时事出版社  2001
- 《思考—新国家主义的经济观》（第二卷） 时事出版社 2001
- 《艺术分析与美学思辨》  时事出版社  2001
- 《何新古经新解》（七卷）时事出版社  2001
- 《培根人生论》  国际友谊出版社   2002
- 《培根人生论》  陕西师大出版社   2002
- 《美学分析》  中国民族摄影出版社   2002
- 《论中国历史与国民意识》  时事出版社   2002
- 《世界战略形势的最新观察》  时事出版社  2002
- 《论政治国家主义 时事出版社》   2003
- 《圣与雄》    金城出版社 2003
- 《何新集（第二版）》  时事出版社  2003
- 《风·华夏上古情诗》  时事出版社  2003
- 《孔子论人生·论语新解》 时事出版社  2003
- 《谈龙说凤》   时事出版社    2004
- 《培根人生论》 时事出版社   2004
- 《泛演化逻辑引论》    时事出版社   2005
- Democracy and Socialism From the Eyes of a Chinese Scholar, New Star Publishers 1990
- 《中华的复兴》（韩文版） 韩国东文堂 1999
- 《诸神的起源》（日文版）日本东京树花舍1998 （韩文版） 韩国东文堂 1990
- 《新战略论·何新战略思想库》（三卷） 四川人民出版社 1999
- 《龙：神话与真相》（第二版） 上海人民出版社 2000
- 《大易通解》 澳门出版社 2000
- 《何新批判》 四川人民出版社 1999
- 《反思与挑战》 台湾时代风云出版社 1988
- 《巨谜的揭破》 台湾时代风云出版社 1988
- 《致中南海密札》 香港明镜出版社 1997
- 《何新画集》  亚洲画廊    1992
- 《我的哲学思考：方法与逻辑》  时事出版社  2008
- 《何新国学经典新考丛书》  中国民主与法制出版社  2008
- 《何新论金融危机与中国经济》  华龄出版社  2008
- 《统治世界：神秘共济会揭秘》  中国书籍出版社 2011
- 《奋斗与思考：何新自传》万卷出版社 2011
- 《希腊伪史考》同心出版社 2013